# Tunnelton
Tunnelton és una població dels Estats Units a l'estat de Virgínia de l'Oest. Segons el cens del 2000 tenia 336 habitants.

## Demografia
Segons el cens del 2000, Tunnelton tenia 336 habitants, 130 habitatges, i 86 famílies. La densitat de població era de 341,4 habitants per km².
Dels 130 habitatges en un 31,5% hi vivien nens de menys de 18 anys, en un 57,7% hi vivien parelles casades, en un 6,2% dones solteres, i en un 33,1% no eren unitats familiars. En el 25,4% dels habitatges hi vivien persones soles el 14,6% de les quals corresponia a persones de 65 anys o més que vivien soles. El nombre mitjà de persones vivint en cada habitatge era de 2,58 i el nombre mitjà de persones que vivien en cada família era de 3,11.
Per edats la població es repartia de la següent manera: un 25,6% tenia menys de 18 anys, un 9,2% entre 18 i 24, un 30,7% entre 25 i 44, un 20,5% de 45 a 60 i un 14% 65 anys o més.
L'edat mediana era de 35 anys. Per cada 100 dones de 18 o més anys hi havia 88 homes.
La renda mediana per habitatge era de 18.125 $ i la renda mediana per família de 19.625 $. Els homes tenien una renda mediana de 19.063 $ mentre que les dones 13.000 $. La renda per capita de la població era de 7.978 $. Entorn del 27,1% de les famílies i el 35,8% de la població estaven per davall del llindar de pobresa.

## Poblacions més properes
El següent diagrama mostra les poblacions més properes.